# 立领

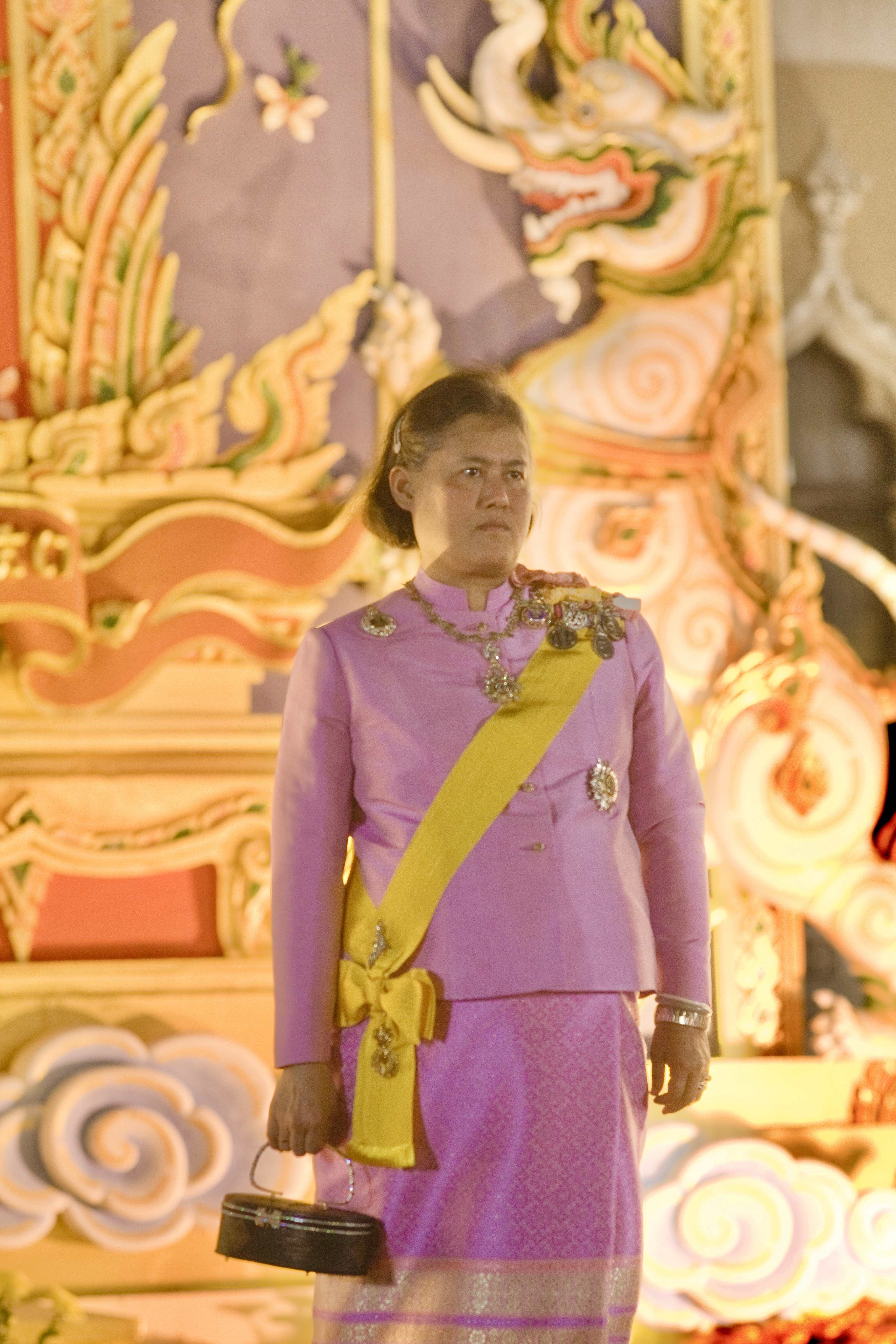
使用西式立领样式的泰式女装

立领，又称中山领，英语称作“官僚领”（Mandarin collar），是衬衫或夹克上的一种展开式衣领样式。中國立領（豎領）歷史在明代中期就已經存在，與清代官僚立領略微不同。
沿着衣领的长度是直角，或者是圆角。衣领边缘不是在中央前部勉强相交，就是稍微重叠。重叠的立领通常是衬衫前襟的延续，领口上有一个纽扣，用来将衬衫的两边固定在一起。

## 具有立领的服饰

### 西式立领
- 学兰（日语：学生服）
- 詰襟（日语：詰襟）
- 中山装
- 近现代军服
- 泰国王室样式服饰（英语：Raj pattern）
- 尼赫鲁夹克（英语：Nehru jacket）
- 奥黛西式立领样式

### 中式立领

#### 清立领
- 旗袍
- 唐装
- 马褂
- 长衫
- 满族长袍
- 清朝官员服饰
- 奥黛清立领样式
- 德勒 (蒙古服饰)

#### 明立领（豎領）
- 漢服（未细分）